# Ришево (Куявсько-Поморське воєводство)
Ришево (пол. Ryszewo) — село в Польщі, у гміні Роґово Жнінського повіту Куявсько-Поморського воєводства.
Населення — 224 особи (2011).
У 1975-1998 роках село належало до Бидгощського воєводства.

## Демографія
Демографічна структура станом на 31 березня 2011 року:
|          | Загалом | Допрацездатний вік | Працездатний вік | Постпрацездатний вік |
| -------- | ------- | ------------------ | ---------------- | -------------------- |
| Чоловіки | 119     | 35                 | 74               | 10                   |
| Жінки    | 105     | 25                 | 61               | 19                   |
| Разом    | 224     | 60                 | 135              | 29                   |